# The Tomb (Moon Knight)
"The Tomb" es el cuarto episodio de la miniserie de televisión estadounidense Moon Knight, basada en Marvel Comics que presenta al personaje homónimo. Sigue a Marc Spector / Steven Grant y Layla El-Faouly mientras continúan buscando la tumba de Ammit antes de que Arthur Harrow pueda acceder a ella. El episodio está ambientado en el Universo Cinematográfico de Marvel (MCU), compartiendo continuidad con las películas de la franquicia. Fue escrito por Alex Meenehan, Peter Cameron & Sabir Pirzada y dirigido por Justin Benson & Aaron Moorhead.
Oscar Isaac interpreta a Marc Spector y Steven Grant, junto a May Calamawy como Layla El-Faouly y Ethan Hawke como Arthur Harrow. Khalid Abdalla, Ann Akinjirin, David Ganly y Antonia Salib también protagonizan el episodio. Benson y Moorhead se unieron a la serie en enero de 2021 para dirigir dos episodios de la serie. La filmación tuvo lugar en Origo Studios en Budapest, y la filmación en locaciones se llevó a cabo en Jordania.
"The Tomb" se estrenó en Disney+ el 20 de abril de 2022. Los críticos elogiaron el giro final y las actuaciones de Isaac y Calamawy.

## Trama
Layla intenta despertar a Steven cuando hombres de Harrow llegan, pero logran escapar. A la mañana, encuentran un campamento desierto en la ubicación de la tumba de Ammit; al bajar, se dan cuenta de que la tumba es un laberinto con la forma del Ojo de Horus. Descubren que algunos de los hombres de Harrow han sido asesinados por sacerdotes egipcios no muertos que luego los atacan, haciendo que se separen. Layla derrota a los sacerdotes pero se encuentra con Harrow, quien empieza a atormentarla al revelar que su esposo Marc fue uno de los mercenarios que asesinaron a su padre arqueólogo, Abdallah El-Faouly. Grant y Spector encuentran la tumba y descubren que el último avatar de Ammit fue Alejandro Magno. Grant luego recupera el ushebti de Ammit del interior de la boca de Alexander.
Layla se enfrenta con enojo a Spector, quien revela que su compañero traicionó a su grupo y mató a todos incluido a su padre y le disparó, aunque se salvo ya que fue encontrado por Khonshu. Harrow llega con sus hombres y le dispara a Spector. Sin embargo, Marc se despierta en un hospital psiquiátrico poblado por personas de su vida, incluida Layla. Más tarde, esta sentado junto a Harrow, quien parece ser un terapeuta en el hospital y sospechando de sus intenciones escapa. Spector encuentra a Grant atrapado en un sarcófago. También ven un segundo sarcófago con otra persona atrapada dentro, antes de ser recibidos con susto por una figura con cabeza de hipopótamo.

## Producción

### Desarrollo
En agosto de 2019, Marvel Studios anunció que se estaba desarrollando una serie basada en Moon Knight para el servicio de transmisión Disney+.  En enero de 2021, el dúo de directores Justin Benson y Aaron Moorhead se unieron a la serie para dirigir dos episodios,  incluido el cuarto episodio. Trabajaron junto al director principal Mohamed Diab para garantizar un enfoque coherente de la serie.  Los productores ejecutivos incluyen a Kevin Feige, Louis D'Esposito, Victoria Alonso, Brad Winderbaum y Grant Curtis de Marvel Studios, la estrella Oscar Isaac, Diab y el escritor principal Jeremy Slater. El cuarto episodio, titulado "The Tomb",  fue escrito por Alex Meenehan, Peter Cameron & Sabir Pirzada,  y fue lanzado en Disney+ el 20 de abril de 2022.

### Escritura
Para la escena del hospital psiquiátrico, Isaac la llamó "un derretimiento total de la mente" cuando presenta la posibilidad de que todo lo anterior en la serie "no sea lo que pensabas que era". Benson y Moorhead querían hacer "lo menos esperado y desorientar por completo a la audiencia", pero también querían mantenerse fieles al personaje de los primeros cuatro episodios, además de rendir homenaje a la carrera en los cómics de Jeff Lemire y Greg Smallwood. que sirvió como la principal inspiración para la serie. Hablando de cuando Marc Spector encuentra a Steven Grant y se abrazan, Moorhead notó que gran parte de la serie había sido el antagonismo entre ellos, y esto tenía la intención de mostrar que los dos estaban "comenzando a aprender a trabajar juntos y ganarse un respeto mutuo". Benson y Moorhead solicitaron más material para la película Tomb Buster en el universo de lo que se escribió originalmente, para que pudieran reproducirlo de fondo si fuera necesario.

### Casting
El episodio está protagonizado por Oscar Isaac como Marc Spector / Steven Grant, May Calamawy como Layla El-Faouly, Khalid Abdalla como Selim, Ann Akinjirin como Bobbi Kennedy, David Ganly como Billy Fitzgerald, Antonia Salib como Taweret y Ethan Hawke como Arthur Harrow.   También aparecen Lucy Thackeray como Donna, Shaun Scott como Crawley, Loic Mabanza como Bek, Joseph Millson como Dr. Grant y Bill Bekele como Rosser. 

### Diseño
Al diseñar la tumba de Alejandro Magno, la diseñadora de producción Stefania Cella investigó su vida en general y señaló que nunca se encontró su tumba y que quería ser considerado un faraón, a pesar de ser macedonio. Como tal, optó por "combinar las dos culturas", para "dar un homenaje a quién quería retratar en la generación futura", al diseñar su tumba. Ella basó el altar central en la arquitectura griega y macedonia antigua, mientras que las paredes contenían jeroglíficos egipcios.
Para la escena del asilo, la diseñadora de vestuario Meghan Kasperlik quería que el personaje no usara exactamente los mismos disfraces, sino que tuviera "un pequeño huevo de Pascua de la iteración anterior del personaje que hemos visto". Esto incluyó agregar huevos de Pascua sutiles, como incluir un escarabajo escarlata en la curita de El-Faouly en la escena. Al diseñar los atuendos de Spector y Grant para la escena, quería que se mantuviera el pijama de Grant de "El problema del pez dorado", para "connotar que se había caído en este espacio", mientras que el atuendo de Spector contenía colores similares a su disfraz de Moon Knight, para poder "enfatizar la continuidad del universo en el que vive".
La secuencia de título principal de la serie fue diseñada por Perception.  Los créditos finales de cada episodio presentan una nueva fase de la luna, comenzando con una luna creciente en el primer episodio.

### Filmación y efectos visuales
El rodaje tuvo lugar en Origo Studios en Budapest, con Benson y Moorhead dirigiendo,  y Andrew Droz Palermo como director de fotografía.  La filmación en locaciones ocurrió en Wadi Rum, Jordania.  Isaac trató de permanecer "en ese modo drogado" cuando estaba filmando el final del episodio con Spector despertando en el hospital psiquiátrico para "sentir que la audiencia está tan drogada como lo está Marc en ese momento". Los directores querían asegurarse de que hubiera un factor espeluznante en la escena del centro mental y que se sintiera como si estuviera bajo el agua, utilizando movimientos de cámara lentos y tomas destinadas a replicar el punto de vista de Spector. Al comenzar la filmación, Benson y Moorhead sintieron que la conversación entre Harrow y Spector en el centro psiquiátrico se centraría en Harrow, con algunos cortes a Spector. Sin embargo, después de filmar la cobertura de Isaac, vieron "lo que nos estaba dando y... lo activo que era", incluido tener una mosca real aterrizando en su mano, y reenfocaron cómo planearon editar la secuencia para hacerla más sobre la experiencia de Spector. La escena final de la reunión de Spector y Grant con Taweret tenía a Salib filmando su parte individualmente, seguida de Isaac filmando cada una de las reacciones de Spector y Grant, con las tres tomas compuestas juntas.
Los efectos visuales para el episodio fueron creados por Zoic Studios, Method Studios, Union FX, Crafty Apes, Keep Me Posted, Framestore, Soho VFX y Mammal Studios.

## Marketing
Escanear un código QR de uno de los dos primeros episodios permitió a los espectadores acceder a una copia digital gratuita de Universe X #6.  Después del lanzamiento del episodio, Marvel anunció productos inspirados en el episodio como parte de su promoción semanal "Marvel Must Haves" para cada episodio de la serie, incluido un Funko Pop de Moon Knight, ropa y accesorios.

## Recepción

### Audiencia
Según Nielsen Media Research, que mide la cantidad de minutos vistos por el público de los Estados Unidos en los televisores, Moon Knight fue la cuarta serie original más vista en los servicios de transmisión durante la semana del 18 al 24 de abril con 630 millones de minutos vistos, que fue una disminución del 1,25% con respecto a la semana anterior.
El sitio web del agregador de reseñas Rotten Tomatoes informa un índice de aprobación del 94% con una calificación promedio de 8.60/10, según 16 reseñas. El consenso crítico del sitio dice: "Moon Knight está en su mejor momento en "The Tomb", una aventura divertida que replantea tentadoramente la historia en el futuro".
Maggie Boccella de Collider le dio al episodio una "A+", diciendo que "el programa está aumentando oficialmente de una manera que Marvel nunca antes había hecho, abriendo la puerta a algo nuevo y peligroso que una vez más amenaza el universo tal como lo conocemos". Sin embargo, sintió que incluir a Alejandro Magno se sentía como una forma barata de incorporar la historia en la serie debido a que Alejandro estaba más cerca de Cleopatra y el Imperio Romano. Boccella elogió los aspectos de terror del episodio y sintió que el episodio alcanzó su mayor potencial después de la muerte de Spector. En conclusión, quedó impresionada con los aspectos psicodélicos del hospital psiquiátrico y lo comparó con algo que haría Legion, ya que era algo nuevo para que el MCU presentara. Escribiendo para IGN, Matt Fowler le dio al episodio un 9 sobre 10, diciendo que la estructura lo es todo para la temporada de televisión y que "The Tomb" fue el episodio perfecto en el momento perfecto. Elogió las escenas del hospital psiquiátrico y le dio crédito al programa no solo por convertirlo en un suspenso o una escena posterior al crédito. Llamó a la dirección que tomó el episodio como lo mejor para la temporada con solo dos episodios restantes. Fowler sintió que las emociones "se descontrolaron" como resultado del triángulo amoroso que se formó entre Layla, Spector y Grant. Fowler pensó que el aspecto emocional funcionó bien debido al tiempo y cuidado de los tres personajes. En conclusión, Fowler dijo que "Moon Knight extrae de las páginas de uno de los arcos cómicos más locos de nuestro héroe para lanzar una bomba muy necesaria en la aventura".
Manuel Betancourt de AV Club, le dio al episodio una "B", y también elogió el giro de la muerte de Spector. Comparó las escenas del hospital psiquiátrico con el episodio de la sexta temporada de Buffy the Vampire Slayer, "Normal Again", que tenía una premisa similar. Betancourt sintió que la mitad del episodio se movió un poco lento con el enfoque en la tradición arqueológica y la historia de fondo. Sin embargo, sintió que las escenas mejoraron con el traje de Moon Knight no disponible porque resultó en "conversaciones tensas y un ataque de un ser muy aterrador" que obligó a los personajes a ser ingeniosos. Kirsten Howard de Den of Geek le dio al episodio solo un 3 sobre 5, sintiendo que el episodio "ofrece un giro inesperado que puede deleitar a los fanáticos de los cómics del personaje pero confundir a todos los demás". Sintieron que la serie tenía demasiada historia para su propio bien hasta este punto. Howard dijo que se encontraron preocupados por dónde estaban las cosas al final del episodio y pensaron que algunos espectadores podrían preguntarse cuál era el punto de los episodios anteriores si resultaba que nada de lo que se mostraba era real.